# 博利亞爾卡 (埃米利奇涅區)
50°51′0″N 27°38′39″E / 50.85000°N 27.64417°E
博利亞爾卡（烏克蘭語：Болярка），是烏克蘭北部的村莊，隸屬日托米爾州的茲維亞赫爾區。該村面積0.53平方公里，海拔高度206米，2001年該村落人口108。